# Middle Fork Koyukuk

La rivière Middle Fork Koyukuk est un cours d'eau d'Alaska, aux États-Unis situé dans la région de recensement de Yukon-Koyukuk. C'est un affluent de  la rivière Koyukuk laquelle se jette dans le  fleuve Yukon.

## Description
Longue de 62 milles (100 km), elle prend sa source au confluent de la rivière Bettles et de la rivière Dietrich et coule en direction du sud-ouest pour rejoindre la North Fork Koyukuk afin de former la rivière Koyukuk à 26 milles (42 km) au sud-ouest de Wiseman.
Son nom local a été référencé en 1899.

## Sources
- (en) « Middle Fork Koyukuk », Geographic Names Information System